# Mecodina turbida
Mecodina turbida là một loài bướm đêm trong họ Erebidae.